# Trespaderne
Trespaderne ist eine Gemeinde (municipio) mit 713 Einwohnern (Stand: 2024) im Norden der spanischen Provinz Burgos in der Autonomen Gemeinschaft Kastilien-León. Zu Trespaderne gehören noch die kleinen Ortschaften Arroyuelo, Cadiñanos, Palazuelos de Cuesta Urria, Santotís, Tartalés de Cilla und Virués.

## Lage und Klima
Trespaderne liegt am Río Nela in einer Höhe von ca. 555 m. Die Entfernung zur südsüdwestlich gelegenen Provinzhauptstadt Burgos beträgt ca. 60 km (Fahrtstrecke); die nächstgrößere Stadt ist Medina de Pomar (ca. 20 km nordwestlich). Das Klima im Winter ist rau, im Sommer dagegen gemäßigt und warm; Regen (ca. 651 mm/Jahr) fällt überwiegend im Winterhalbjahr.

## Bevölkerungsentwicklung
| Jahr      | 1877 | 1900 | 1950 | 2001 | 2020 |
| Einwohner | 841  | 833  | 1355 | 1031 | 771  |

## Wirtschaft
Die Böden und das Klima in der Umgebung eignen sich gut für den Anbau von Weizen, Kartoffeln, Gemüse und Obstbäumen.

## Sehenswürdigkeiten

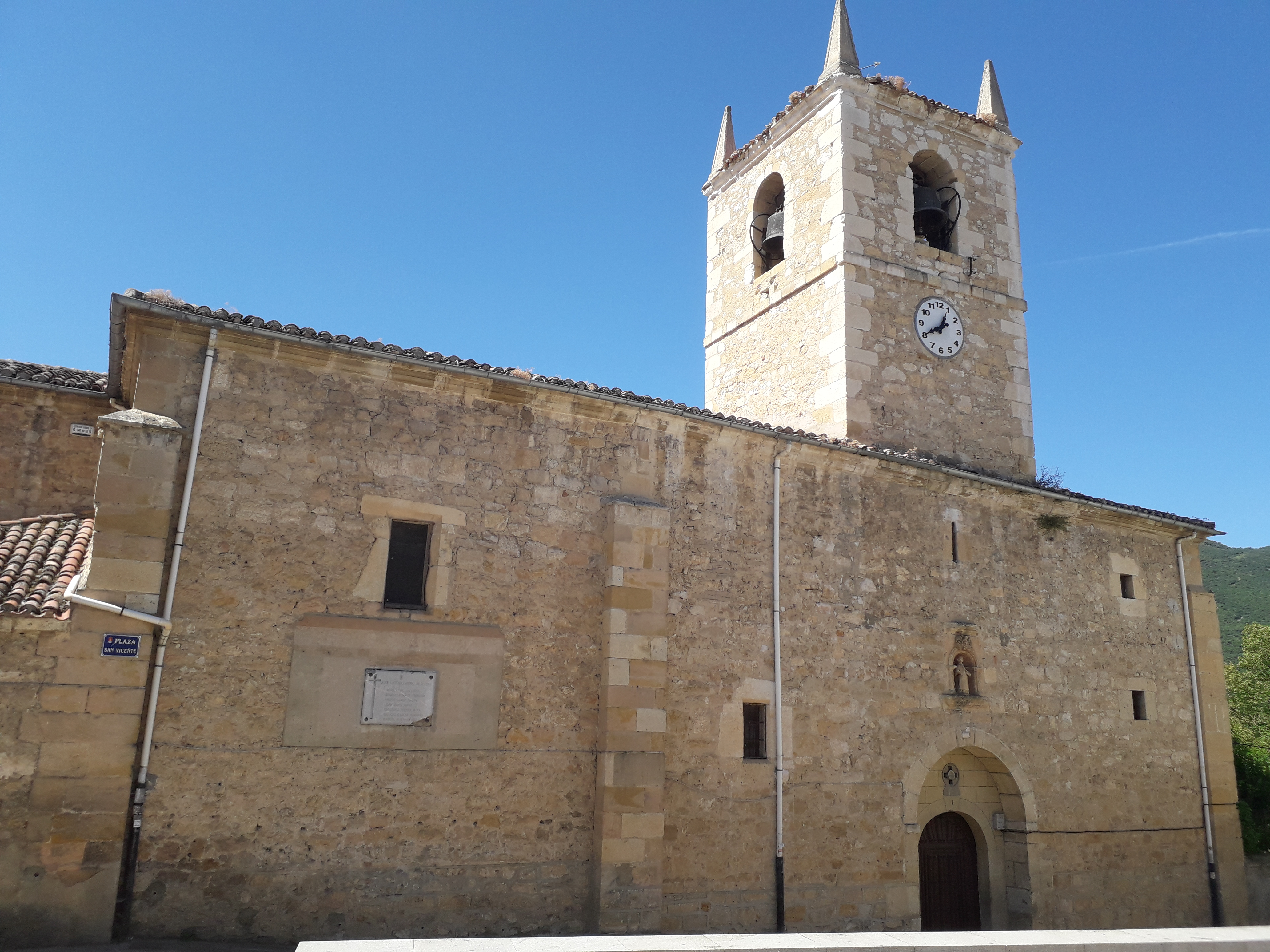
Kirche San Vicente Mártir
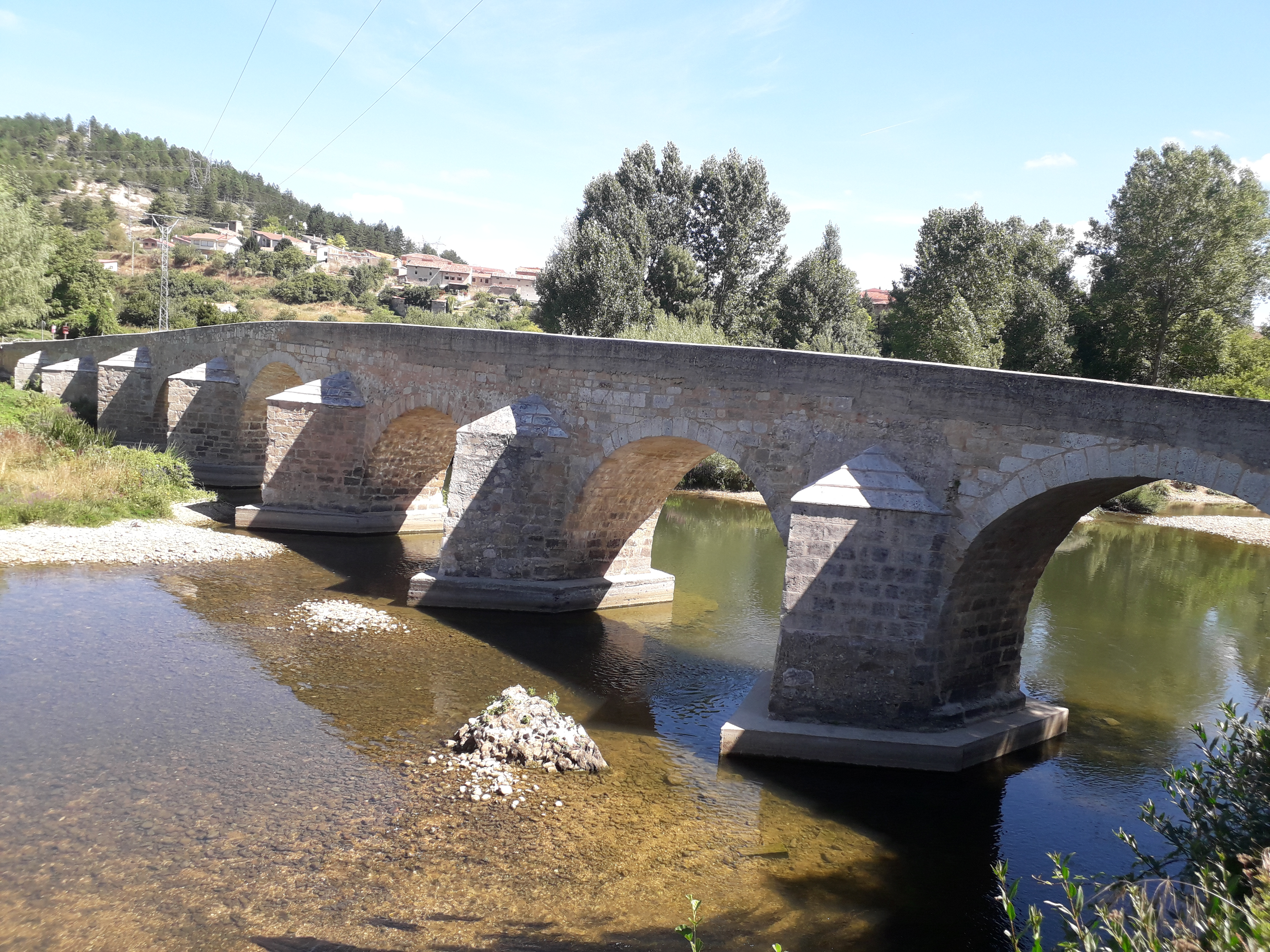
romanische Brücke über den Nela

- Kirche San Vicente Mártir
- Romanische Brücke über den Nela

## Töchter und Söhne der Gemeinde
- Jesús Atienza Serna (* 1944), Botschafter